# Henryk Mocek
 Henryk Mocek (ur. 20 kwietnia 1948 w Lesznie) – polski nauczyciel wychowania fizycznego, dyrektor szkoły, trener II klasy w piłce nożnej,  działacz społeczny.

## Życiorys
Henryk Mocek urodził się 20 kwietnia 1948 r. w Lesznie w powiecie przasnyskim. Jego rodzicami byli Tadeusz i Henryka z domu Kowalska. W 1962 r. ukończył Szkołę Podstawową nr 1 w Przasnyszu. W latach 1962–1966 kontynuował naukę w Liceum Ogólnokształcącym w Przasnyszu. W latach 1966–1967 odbył służbę wojskową w 2 Ośrodku Radioelektronicznym. W 1968 r. podjął pracę w Prezydium Powiatowej Rady Narodowej w Przasnyszu. W 1970 r. zakończył edukację w Studium Nauczycielskim w Ciechanowie. W 1977 roku uzyskał tytuł magistra wychowania fizycznego po ukończeniu studiów w Akademii Wychowania Fizycznego w Warszawie.
W latach 1970–1971 był nauczycielem w Szkole Podstawowej Specjalnej w Przasnyszu. Od 1971 r. do 1985 r. pracował jako nauczyciel wychowania fizycznego w Technikum Mechanicznym i ZSZ. W 1973 r. prowadzona przez niego szkolna reprezentacja w piłce nożnej (jako nauczyciel wychowania fizycznego był jej trenerem), zajęła V miejsce w Polsce w ramach ogólnopolskiego turnieju szkół średnich o Puchar Przeglądu Sportowego i Telewizji Polskiej, w 1974 r. jego drużyna zajęła II miejsce w województwie warszawskim, w 1978 r. VI miejsce w Polsce. Był także trenerem piłki nożnej zespołów LKS „Grom” Przasnysz, „ZWAR” i „MKS” Przasnysz prowadząc zespół w rozgrywkach III ligi, IV ligi, Międzywojewódzkiej ligi, gdzie zawodnikami byli w większości uczniowie lub absolwenci szkoły. W latach 1985–1987 sprawował funkcję trenera piłki nożnej w Ludowym Klubie Sportowym „Mazowia” w Ciechanowie. W 1987 r. ponownie podjął pracę jako nauczyciel szkolenia fizycznego w Zespole Szkół Zawodowych w Przasnyszu, potem po przekształceniu szkoły pracował w Zespole Szkół Ponadgimnazjalnych. Prezes oddziału Związku Nauczycielstwa Polskiego w ZSZ Przasnyszu.
W latach 1990–1996 piastował funkcję wicedyrektora, a między rokiem 1996 a 2000 był p.o. dyrektora, a następnie awansował na stanowisko dyrektora, którym był do 2005 r. Za jego kadencji oddano do użytku nowy budynek szkoły przy ulicy Sadowej, halę sportową, pracownie informatyczne i gastronomiczne, stację diagnostyki samochodowej. Przeprowadził modernizację budynku głównego szkoły, internatu i ośrodka wypoczynkowego „Muszaki” w Zawadach koło Janowa. Szkołę za jego kadencji odwiedzali członkowie władz państwowych i kościelnych: premier RP Leszek Miller, wicepremier i minister edukacji Narodowej Aleksander Łuczak, wicepremier i minister rolnictwa Jarosław Kalinowski, wicepremier Janusz Piechociński, Andrzej Stelmachowski, minister leśnictwa i ochrony środowiska Stanisław Żelichowski, biskupi płoccy Zygmunt Kamiński i Roman Marcinkowski. Jednocześnie w latach 1998-2002 był przewodniczącym Rady Miasta Przasnysza oraz przewodniczącym komisji oświaty, kultury, opieki społecznej i sportu. Był także  w latach 2000-2004 wiceprezesem Ciechanowsko-Ostrołęckiego Okręgu Związku Piłki Nożnej. W 2005 r. przeszedł na emeryturę. Był wielokrotnie odznaczany i wyróżniany. Członek i działacz w sekcji Emerytów i Rencistów Związku Nauczycielstwa Polskiego w Przasnyszu.

## Ordery, odznaczenia i wyróżnienia
- Złoty Krzyż Zasługi
- Srebrny Krzyż Zasługi

- Medal Komisji Edukacji Narodowej
- Złota Odznaka ZNP
- Złota Odznaka „Za zasługi dla Województwa Ostrołęckiego”
- Odznaka „Zasłużony Działacz Kultury Fizycznej”
- Srebrna Odznaka "Za Zasługi dla OHP"
- złota honorowa odznaka MZPN
- medal 80-lecia Przasnyskiego Sportu
- Odznaka Honorowa Polskiego Czerwonego Krzyża
- złota i srebrna odznaka Polskiego Związku Piłki Nożnej
- odznaka Stowarzyszenia Pomocy Szkole
- honorowa odznaka za Zasługi w Sporcie Szkolnym
- nagrody od MEN, Kuratora Oświaty i Starosty Powiatu Przasnyskiego